# Saint-Éloy-d’Allier
Saint-Éloy-d’Allier ist eine französische Gemeinde mit 56 Einwohnern (Stand 1. Januar 2022) im Département Allier in der Region Auvergne-Rhône-Alpes (vor 2016 Auvergne). Sie gehört zum Arrondissement Montluçon und zum Kanton Huriel.

## Geographie
Saint-Éloy-d’Allier liegt etwa 28 Kilometer nordöstlich von Montluçon.

### Nachbargemeinden
Umgeben ist Saint-Éloy-d’Allier von den Nachbargemeinden Sidiailles im Westen und Norden, Culan im Norden und Nordosten, Saint-Désiré im Osten sowie Viplaix im Süden.

## Geschichte
Saint-Éloy-d’Allier wurde 1793 gegründet.

### Bevölkerungsentwicklung
| Jahr      | 1962 | 1968 | 1975 | 1982 | 1990 | 1999 | 2006 | 2011 | 2019 |
| Einwohner | 131  | 119  | 92   | 88   | 63   | 69   | 59   | 52   | 38   |

## Sehenswürdigkeiten
- Kirche Saint-Éloy aus dem 19. Jahrhundert
- Burg La Roche Guillebaud aus dem 12. Jahrhundert